# Хомчик Ярина Карпівна
Яри́на Ка́рпівна Хо́мчик (1902 , Старики, Берестецька волость, Дубенський повіт, Волинська губернія, Російська імперія  — невідомо ) — українська радянська діячка, селянка, голова виконавчого комітету Берестечківської міської ради депутатів трудящих Волинської області. Депутат Верховної Ради УРСР 1–2-го скликань (1940–1951).

## Біографія
Народилася 1902 року в бідній багатодітній селянській родині в селі Старики, тепер Горохівський район, Волинська область, Україна. Закінчила два класи сільської школи. З юних років наймитувала в заможних селян. Після початку Першої світової війни з 1915 по 1920 рік разом з батьками жила в селі в Миколаївській волості Павлоградського повіту Катеринославської губернії. 1920 року повернулася в рідне село Старики біля Берестечка, працювала по господарству господарстві.
За організацію підпільної друкарні польською поліцією був заарештований її чоловік Влас, а за Яриною Хомчик встановили нагляд.
Після приєднання Західної України до Радянського Союзу, у вересні 1939 році працювала членом селянського тимчасового комітету та була обрана депутатом Народних Зборів Західної України від Берестечківщини.
1940 року була обрана депутатом Верховної Ради УРСР по Гороховському виборчому округу № 313 Волинської області, 1947 року переобрана на другий чотирирічний термін.
З 1940 року — заступник голови виконавчого комітету Берестечківської міської ради депутатів трудящих Волинської області.
У червні 1941 року була евакуйована у східні райони СРСР, зазнала поранення біля міста Новоград-Волинського. Під час евакуації працювала медичною сестрою військового госпіталю, робітницею цукрового заводу в Чкаловській (нині Оренбурзькій) області. У 1944 році повернулася на Волинь.
З 1944 року — заступник голови виконавчого комітету Берестечківської районної ради депутатів трудящих Волинської області; голова виконавчого комітету Берестечківської міської ради депутатів трудящих Берестечківського району Волинської області.
Кандидат у члени ВКП(б) з 1945 року. Член ВКП(б) з 1947 року.

## Нагороди
- орден «Материнська слава» ІІ-го ст.
- Медаль «За доблесну працю у Великій Вітчизняній війні 1941—1945 рр.»
- медалі